# Western Mining (Chine)
西部礦業股份有限公司
Ne doit pas être confondu avec Western Mining Corporation.
Western Mining Co., Ltd. est une entreprise minière chinoise spécialisée dans l'extraction, le traitement et le commerce de minerais, basée à Xining, dans le Qinghai. Elle a été créée le 8 décembre 2000 et est cotée depuis le 7 juillet 2007 à la bourse de Shanghai.
En 2023, l’entreprise compte 30 filiales. Elle détient ou contrôle entièrement 14 mines, dont 7 mines de métaux non ferreux, 6 mines de fer et de fer polymétallique et un lac salé. Beaucoup de ses mines sont situées en altitude et son expertise dans l’exploitation des lacs salés est unique en Chine. Elle se développe dans l’extraction des métaux non ferreux, avec une capacité de production de plomb électrolytique de 100 kt/an, de cuivre électrolytique de 210 kt/an, de lingots de zinc de 100 kt/an, de poudre de zinc de 10 kt/an et de vanadate d'ammonium de 2 kt/an.